# Alexis Perret
Pour les articles homonymes, voir Perret.
Alexis Perret est un acteur français.

## Filmographie

### Cinéma
- 1985 : Scout toujours... de Gérard Jugnot
- 1998 : Plus qu'hier moins que demain de Laurent Achard
- 2000 : Les Autres Filles de Caroline Vignal
- 2001 : De l'histoire ancienne de Orso Miret
- 2003 : Tristan de Philippe Harel
- 2003 : Elle est des nôtres de Siegrid Alnoy
- 2006 : Enfermés dehors de Albert Dupontel
- 2009 : Gardiens de l'ordre de Nicolas Boukhrief

### Télévision
- 1994 : Un jour avant l'aube de Jacques Ertaud
- 2000 : De toute urgence de Philippe Triboit
- 2009 : La Belle Vie de Virginie Wagon

## Théâtre
- 2016: Iliade d'après Homère, mise en scène Damien Roussineau et Alexis Perret
- 2013: Plus que le tumulte des eaux profondes de Godefroy Ségal, mise en scène de Godefroy Ségal
- 2012 : Regardez mais ne touchez pas ! de Théophile Gautier, mise en scène de Jean-Claude Penchenat
- 2010 : Quatrevingt-treize de Victor Hugo, mise en scène de Godefroy Ségal
- 2008 : L'Arriviste de Stig Dagerman, mise en scène de Isabelle Ronayette
- 2007 : Carola de Jean Renoir mise en scène de Jean-Claude Penchenat
- 2007 : Goldoni Strehler mémoires, mise en scène de Giorgio Ferrara
- 2005 : Interruptus de Daniil Harms, mise en scène de Claude Bazin
- 2004 : Mort d'un hétéronyme d'après Fernando Pessoa, mise en scène de Stanislas Grassian
- 2003 : Un homme exemplaire de Carlo Goldoni, mise en scène de Jean-Claude Penchenat
- 2003 : La Cagnotte d'Eugène Labiche, mise en scène de Laurent Serrano
- 2001 : A force de mots d'après Jacques Audiberti, mise en scène de Jean-Claude Penchenat
- 1998 à 2000 : Théâtre de rue avec Vincent Martin
- 1996 : Gringoire de Théodore de Banville, mise en scène de Godefroy Ségal
- 1995 : La Noce chez les petits bourgeois de Bertolt Brecht, mise en scène de Philippe Adrien
- 1994 : Zonzon de Marc Andréoni et Patrick Delassagne, mise en scène de Michel Lopez
- 1994 : Le bon roi Dagobert d'Alfred Jarry, mise en scène Godefroy Ségal
- 1993 : La Balade du Grand Macabre de Michel de Ghelderode, mise en scène de Godefroy Ségal
- 1993 : L'ombre d'un franc tireur de Sean O'Casey, mise en scène de Julien Téphany
- 1992 : Errance amoureuse concept de spectacle musical improvisé de Michel Lopez, Martine Harmel et Christiane Legrand
- 1991 : Peines d'amour perdues de William Shakespeare, mise en scène d'Andrzej Seweryn
- 1990 : Le songe d'une nuit d'été de William Shakespeare, mise en scène de Patrick Baty

## Doublage
- Max et Compagnie : Max (épisode 35)
- Heat Guy J : Daisuke Aurola
- Le Village de Dany : voix additionnelles
- Immortel, ad vitam d'Enki Bilal

## Voix off et divers
- Alfred Dreyfus pour Le musée d'art et d'histoire du judaïsme
- Guy Môquet dans Guy Moquet, une enfance fusillée de Philippe Costantini
- Le baiser à la veuve d'André Héléna- France Culture